# Comair
Comair was een Amerikaanse regionale luchtvaartmaatschappij met basis in Boone County, Kentucky. Comair was volledig in handen van Delta Air Lines en vloog onder de kleuren van Delta Connection.
Comair was een van 's werelds grootste regionale luchtvaartmaatschappijen met jaarlijkse omzet van meer dan $1 miljard. Comair had de luchthavens van New York en Cincinnati als hubs en had ook vliegtuigen gestationeerd op de luchthavens van Atlanta en Boston. Van daaruit verzorgde Comair vluchten naar meer dan honderd locaties in de Verenigde Staten, Canada, Mexico en de Bahama's.

## Vloot
| Type                 | Aantal       | Zitplaatsen | Routes      | Noten |
| -------------------- | ------------ | ----------- | ----------- | ----- |
| Bombardier CRJ100 ER | 62           | 50          | Alle routes |       |
| Bombardier CRJ100 LR | 41           | 50          | Alle routes |       |
| Bombardier CRJ200 ER | 17           | 50          | Alle routes |       |
| Bombardier CRJ700 ER | 17           | 70          | Alle routes |       |
| Bombardier CRJ900 ER | 6 (8 orders) | 76 (12/64)  | Alle routes |       |